# Římskokatolická farnost Kvítkov
Římskokatolická farnost Kvítkov (něm. Quitkau) je církevní správní jednotka sdružující římské katolíky na území obce Kvítkov a v jejím okolí. Organizačně spadá do českolipského vikariátu, který je jedním z 10 vikariátů litoměřické diecéze. Centrem farnosti je kostel svatého Jakuba Staršího v Kvítkově.

## Historie farnosti
Původní duchovní správa (plebánie) ze středověku později zanikla. Území farnosti bylo administrováno pak z farnosti Jezvé. V roce 1786 byla zřízena lokální duchovní správa, povýšená v roce 1853 na samostatnou farnost. Ve 20. století přestala být farnost obsazována a péči o ni převzalo duchovenstvo z České Lípy (v letech 1952–1954 docházel na Kvítkov sloužit bohoslužby a vyučovat náboženství tehdejší českolipský kaplan Josef Stejskal). V 90. letech ustaly pravidelné bohoslužby a byly obnoveny až v roce 2012.
Ve farnosti se, kromě farního kostela sv. Jakuba Většího, nacházely také dnes již zbořené kaple v Bořetíně a na Kozlech.

### Farní kostel sv. Jakuba Většího
Dnešní farní kostel byl vybudován v 18. století na místě kostela staršího. Je ve stylu lidového baroka. Začátkem 21. století začala jeho celková rekonstrukce.

### Duchovní správcové vedoucí farnost
Začátek působnosti jmenovaného v duchovní správě farnosti od:
- 1787 cap. loc. Josef Scholtz, n. 21. 9. 1741 Johnsdorf, o. x. 4. 1771, † 16. 6. 1824
- 1792 cap. loc. Josef Hocke, n. 8. 10. 1753 Neostadiens., o. 22. 2. 1777, † 28. 2. 1826
- 1798 cap. loc. Raymund. Kriesche, n. 3. 8. 1753 Leipa, o. 14. 6. 1778, † 19. 8. 1837
- 1799 cap. loc. Josef Schütz
- 1804 cap. loc. Ign. Schaefer
- 1808 cap. loc. Josef Oppelt, n. 22. 6. 1764 Niederliebichens, o. 22. 10. 1796, † 19. 2. 1837
- 1814 cap. loc. Cornel. Hütter, n. 13. 7. 1775 Sonnenbergens., o. 12. 9. 1802, † 20. 5. 1844
- 1820 cap. loc. Wenc. Werner, n. 28. 9. 1780 Vidhostice, o. 26. 8. 1804, † 8. 4. 1855
- 1828 cap. loc. Josef Roth, n. 25. 7. 1783 Auscha, o. 31. 8. 1807, † 25. 5. 1859
- 1839 cap. loc. Josef Bude, n. 8. 11. 1796 Litnic. o. 24. 8. 1819, † 3. 1. 1852
- 1845 cap. loc. Paul. Ehrlich, n. 26. 6. 1796 Holtschic. o. 24. 8. 1822, † 15. 9. 1871
- 1854 chybí katalog
- 1855 Frid. Luke, n. 27. 4. 1805 Ronnov. o. 2. 9. 1829, † 8. 12. 1871
- 1862 Mich. Patzelt, n. 29. 9. 1820 Hoschnic. o. 25. 7. 1845, † 17. 9. 1864
- 1865 par. vacat, admin. int. Wenc. Beckert
- 1866 Guilielm. Ullrich, n. 12. 8. 1824 Liebenau, o. 4. 7. 1848, † 12. 9. 1887
- 1873 Aloys. Willomitzer, n. 26. 7. 1825 Bensen, o. 25. 7. 1854, † 7. 5. 1878
- 1879 Josef Seliger, n. 31. 1. 1840 Kortschen, o. 27. 7. 1865, † 22. 3. 1917
- 1881 Adalbert Melzer, n. 8. 9. 1843 Leipa, o. 23. 7. 1870, † 20. 5. 1901
- 1885 par. vacat, admin. int. Frider. Hahnel
- 1887 par. vacat, admin. int. Alois. Šklíba
- 1888 Anton. Günther, n. 17. 4. 1859 Hainspach, o. 3. 6. 1883, † 12. 9. 1912
- 1895 Eduard Settmacher, n. 27. 2. 1863 Braunau, o. 16. 5. 1886, † 9. 5. 1937
- 1902 par. vacat, admin. inter. Ferd. Weber
- 1903 Ferd. Weber, n. 25. 12. 1869 D. Kralupp, o. 2. 7. 1893, † 24. 12. 1944
- 1907 Car. Stalla n. 9. 2. 1875 Wiedelitz, o. 9. 7. 1899
- 1912 Jos. Melzer n. 30. 12. 1881 Wotsch, o. 14. 7. 1907, † 25. 6 1932
- 1916 par. vacat admin. interc. Carol. Mühlstein
- 1917 Joann. Chromý, n. 28. 5. 1873 Ostrov, o. 11. 7. 1897
- 1922 Eduard Eger, n. 18. 9. 1880 Seifhennersdorf, o. 5. 7. 1914, Exil 22. 5. 1946 Bamberg, † 5. 1. 1973
- 1937 par. vacat, admin. exc. Ernst. Mages
- 1939 Leo Hatscher, n. 16. 12. 1889 Klein Teuplitz, o. 23. 7. 1913, Exil 5. 9. 1946 Diöz. Fulda
- 1941 par. vacat, admin. exc. Bernhard. Jakob. Tonko, OSA
- 1944 Eduard. Eger, n. 18. 9. 1880 Seifhennersdorf, o. 5. 7. 1914, Exil 22. 5. 1946 Bamberg, † 5. 1. 1973
- 28. 5. 1946 Anton. Grus
- 1. 4. 1949 Cyril Zaruba
- 1. 3. 1951 František Polášek, admin. exc. z České Lípy
- 1. 7. 1957 Jan Surý, SDB, admin. exc. z České Lípy
- 1. 7. 1969 Josef Ivan Peša, OSA, admin. exc. z České Lípy
- 1. 1. 1993 Viliam Matějka, admin. exc. z České Lípy[1]

Kromě kněží stojících v čele farnosti, působili ve farnosti v průběhu její historie i jiní kněží. Většinou pracovali jako farní vikáři, kaplani, katecheté, výpomocní duchovní aj.

## Území farnosti
Do farnosti náleží území těchto obcí:
- Bořetín
- Česká Lípa - Dubice
- Kozly
- Kvítkov
- Stráž u České Lípy

## Římskokatolické sakrální stavby na území farnosti
| Fotografie | Stavba                     | Místo   | Bohoslužby                     | Zeměpisné souřadnice             | Status       | Číslo kulturní památky           |        |
| Kostel | Kostel                     | Kostel  | Kostel                         | Kostel                           | Kostel       | Kostel                           | Kostel |
| --- | -------------------------- | ------- | ------------------------------ | -------------------------------- | ------------ | -------------------------------- | ------ |
| | Kostel sv. Jakuba Staršího | Kvítkov | bližší informace o bohoslubách | 50°39′15″ s. š., 14°29′19″ v. d. | farní kostel | 31748/5-3082 (Pk•MIS•Sez•Obr•WD) |        |
| Některé drobné sakrální stavby a pamětihodnosti lze dohledat zde v databázi Drobné sakrální památky Zaniklé sakrální stavby lze dohledat zde v databázi Poškozené a zničené kostely, kaple a synagogy v České republice |                            |         |                                |                                  |              |                                  |        |

Ve farnosti se mohou nacházet i další drobné sakrální stavby, místa římskokatolického kultu a pamětihodnosti, které neobsahuje tato tabulka.

## Příslušnost k farnímu obvodu
Z důvodu efektivity duchovní správy byl vytvořen farní obvod (kolatura) farnosti – děkanství Česká Lípa – in urbe, jehož součástí je i farnost Kvítkov, která je tak spravována excurrendo. Přehled těchto kolatur je v tabulce farních obvodů českolipského vikariátu.